# Sony Ericsson K750

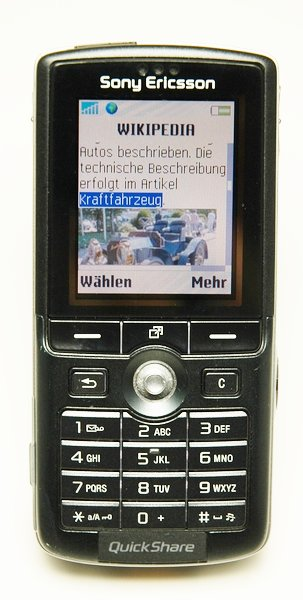
K750i mit Wikipedia-Artikel

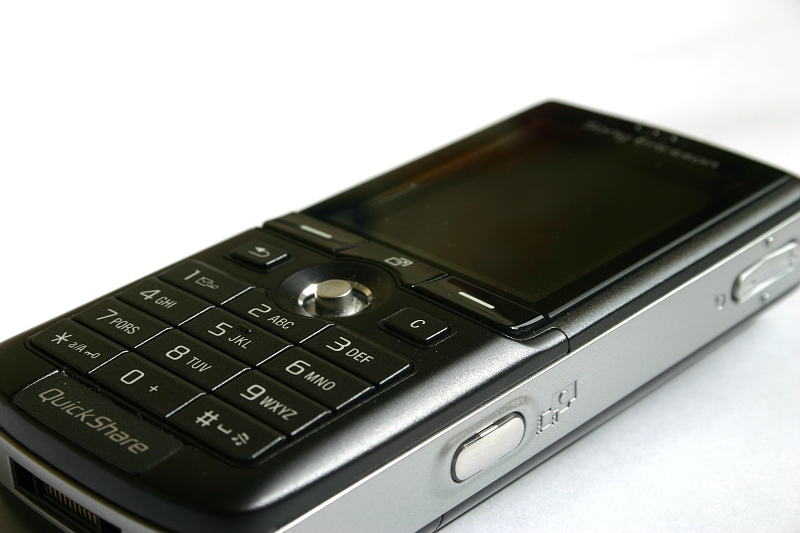
Sony Ericsson K750i mit 2-Megapixel-Kamera, MP3- und Video-Player

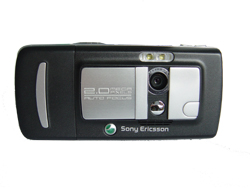
Rückseite mit geöffneter Kameraabdeckung

Das Sony Ericsson K750 ist ein Mobiltelefon mit integrierter Digitalkamera und zahlreichen Multimedia-Funktionen. Das Gerät kam im Juni 2005 als Spitzenmodell der Mobiltelefon-Produktpalette des schwedisch-japanischen Telekommunikationskonzerns auf den Markt. Es ist der Nachfolger des Sony Ericsson K700i.
Das K750i hat zwei technisch identische Schwestermodelle, die sich durch farbliche Gestaltung, Software und andere Gehäuse unterscheiden: das D750i (T-Mobile-Version) und das Walkman-Handy Sony Ericsson W800i. Das kleine „i“ steht für „international“ und bezeichnet die Vermarktungs- bzw. Einsatzregion.
Im Juli 2006 ist als Nachfolger das Mobiltelefon Sony Ericsson K800 auf dem Markt erschienen.

## Technische Daten
- RISC ARM9 112 MHz
- 2 MB RAM
- Auflösung: 176 × 220 Pixel
- 262.144 Farben
- Java MIDP 2.0 + Java 3D (JSR-184)
- ≈20.000 Polygone/s
- Gewicht: 99 g
- Abmessungen: 100 mm × 46 mm × 20,5 mm
- Netze: GSM 900, DCS 1800, PCS 1900

## Besonderheiten
Das Gerät besitzt eine 2 Megapixel-Digitalkamera mit Autofokus, die bei Nachtaufnahmen von einem hellen LED-Licht unterstützt werden kann. Das K750i war das weltweit erste Mobiltelefon mit einer hochauflösenden Autofokuskamera. Das Display verfügt über eine Auflösung von 176 × 220 Pixeln und stellt gegenüber den Vorgängermodellen einen höheren Farbumfang (262.144 Farben) dar. Der interne 34 MB Speicher kann mit Memory Stick Duo Speicherkarten (eine 64-MB-Karte ist bereits im Lieferumfang enthalten) auf bis zu 4 GB erweitert werden. Ein Manko ist die fehlende Implementierung des SIM Access Profiles.

## Kritik
Wie auch beim Vorgängermodell Sony Ericsson K700i lässt die Haltbarkeit des „Joysticks“ zu wünschen übrig. Laut Sony Ericssons Support ist dieses Problem nicht zu lösen, verschiedene Quellen berichten jedoch von erfolgreichen Ergebnissen nach Reinigung der Kontaktstellen mit Kontaktspray. Laut Sony Ericsson ist dieser Fehler herstellungsbedingt, kann aber durch den Reparatursupport von Sony Ericsson vollständig und langanhaltend korrigiert werden.
Wie bei fast allen Sony Ericsson-Handys werden umgeleitet eingehende Anrufe (CF) nur eine Sekunde (zu Beginn des Klingelzeichens) als solche angezeigt und sind damit praktisch nicht erkennbar.
Beim Öffnen der Kameraabdeckung wird die einstufige Tastensperre umgangen. Aus diesem Modus heraus können Bilder aufgenommen oder Kameraeinstellungen verändert werden. Ferner könnten aufgenommene Bilder auch als MMS versendet werden, wenn die richtige Tastenkombination gedrückt wird. Dafür müssten allerdings zumindest sechs Tasten in der richtigen Reihenfolge gedrückt werden. Ein unbeabsichtigtes Ändern der Einstellungen, wofür ein einzelner Tastendruck reichen kann, ist hier wahrscheinlicher.
Wie alle Sony-Ericsson-Consumer-Modelle unterliegt auch das K750 einer künstlichen Beschränkung der Kalendereinträge auf maximal 300. Laut Sony Ericsson sind nur die designierten Business-Modelle (wie zum Beispiel die P-Serie) nicht von dieser Einschränkung betroffen. Eine Anzahl von 300 Einträgen erreicht man schon durch wenige sich wiederholende Daten, wie zum Beispiel Geburtstage oder wöchentlich stattfindende Termine.
Die Anzahl der gespeicherten und noch speicherbaren SMS (Kapazitätsanzeige) lässt sich ebenso wenig anzeigen wie die Anzahl bereits eingegebener Zeichen beim Erstellen einer SMS. Lediglich beim Erreichen der Kapazitätsgrenze erhält man eine Warnung („95 % des SMS-Speichers sind voll“ bzw. ein Zähler für die letzten 20 Zeichen). Die Kapazitätsgrenze für SMS kann jedoch durch Eingriffe in die Firmware auf über 30.000 SMS erhöht werden.

## Codename
Vor dem Verkaufsstart war das Sony Ericsson K750 unter dem Codenamen Clara bekannt.